# San Diego de la Unión
San Diego de la Unión é um município do estado de Guanajuato, no México.
O município foi fundado por Manuel Maria de Torres, com o nome de Pueblo de Bizcocho em 30 de novembro de 1719. Somente em 1875, através de um decreto de 4 de maio, passa a ser governado pelo General Florencio Antillón, que concede o título de cidade. San Diego de la Unión é um dos 46 municípios que compõem o estado mexicano de Guanajuato.